# Kim Ji-Young, nata nel 1982
Kim Ji-Young, nata nel 1982 (82년생 김지영?, 82nyeonsaeng Gim JiyeongLR) è il terzo romanzo della scrittrice Cho Nam-joo.
Pubblicato da Minumsa nell'ottobre 2016, ha venduto più di 1 milione di copie al 27 novembre 2018, diventando il primo romanzo coreano ad aver raggiunto tale cifra dopo Prenditi cura di lei di Kyung-sook Shin nel 2009. La trama è incentrata sulla storia dall'infanzia all'età adulta di Kim Ji-Young, una madre che, dopo aver lasciato il lavoro per badare alla sua primogenita, inizia a soffrire di depressione.

## Storia editoriale
Cho Nam-joo ha scritto il romanzo per suscitare un dibattito pubblico, pensando al personaggio di Kim Ji-Young come ad un contenitore di esperienze ed emozioni comuni ad ogni donna coreana, rafforzando il concetto con la scelta del nome "Ji-Young" perché era il più comune dato alle bambine che nascevano nel 1982. Secondo Cho, le difficoltà che le donne coreane affrontano devono essere discusse pubblicamente e le molestie sessuali e la discriminazione che incontrano dovrebbero essere prese sul serio. Kim Ji-Young, nata nel 1982 non è interamente un romanzo di fantasia in quanto contiene dati statistici "in modo che il suo messaggio non venga liquidato come un resoconto inventato dell'esperienza di una donna". Secondo Cho Nam-joo, le donne coreane subiscono ancora abusi sessuali e disuguaglianze, ma non così spesso come in passato.

## Trama
Kim Ji-Young è una ragazza dalla vita ordinaria nata nel 1982 in Corea del Sud. A tre anni dalle nozze e l'anno dopo la nascita di Ji-Won, per la quale ha lasciato il lavoro, Ji-Young inizia occasionalmente a impersonare sua mamma e una vecchia compagna d'università morta da poco come se credesse davvero di essere loro, comportandosi in modo tanto strano che il marito Jung Dae-Hyun stenta a riconoscerla. Quando i Jung attraversano il paese fino a Busan per passare il Chuseok con la famiglia di Dae-Hyun, Ji-Young ha un crollo di nervi e, impersonando sua madre, chiede di poter trascorrere le festività con la famiglia d'origine invece che sempre con i suoceri e la cognata. Dae-Hyun si rivolge quindi a uno psichiatra e prenota un appuntamento alla moglie, che lo ringrazia e ammette di temere di soffrire di depressione post-partum. Inizia dunque a raccontare la sua vita al medico.
Figlia di mezzo, Ji-Young cresce in una casa piccola con i genitori, la nonna, la sorella maggiore Eun-Young e il fratello minore, che riceve maggiori attenzioni, cose nuove e più cibo, mentre Jin-Young e Eun-Young devono condividere. Alle elementari Ji-Young viene tormentata da un compagno di banco, che a detta della maestra è innamorato di lei, mentre alle medie, le ragazze a mensa mangiano dopo i ragazzi e sono sottoposte a un rigido codice d'abbigliamento. Al liceo molte studentesse vengono palpeggiate sui mezzi pubblici o dai professori. Una sera, di ritorno da scuola, Ji-Young viene pedinata da un compagno sull'autobus e fino alla fermata di casa, e il padre la rimprovera per aver parlato con uno sconosciuto e aver portato la gonna, a suo dire, troppo corta.
Ai colloqui per trovare lavoro dopo l'università, Ji-Young viene criticata per il modo in cui è vestita, toccata senza motivo e senza il suo consenso, o sottoposta a domande inopportune. Alla fine viene assunta da un'agenzia pubblicitaria e, essendo la più giovane, prepara il caffè per i colleghi e apparecchia la tavola all'ora di pranzo, finché la capo squadra Kim Eun-Sil, l'unica donna ai vertici, non le fa notare che nessuno gliel'ha chiesto e che le donne si assumono sempre i compiti più noiosi mentre gli uomini non fanno nulla. Nel corso della sua carriera, Ji-Young continua a confrontarsi con il maschilismo, come ricevere uno stipendio più basso perché donna e dover intrattenere degli uomini di mezz'età alle cene di lavoro.
Nel 2012 Ji-Young sposa Jung Dae-Hyun, decidendo di prendere il cognome del marito e venendo spronata dai suoceri affinché abbia al più presto un bambino. La donna è turbata da queste sollecitazioni non richieste, ma lo confida solo al marito, che capisce le pressioni sociali a cui è sottoposta, ma non è in grado di fermarle completamente. Ji-Young continua ad andare a lavorare anche durante i primi mesi della gravidanza: riceve solidarietà dalle donne più anziane, mentre i colleghi trovano che sia soggetta a favoritismi per il suo stato e alcune studentesse la criticano per la sua scelta, considerandola una poveraccia che ha bisogno di soldi. Mentre si avvicina la data del parto, Ji-Young e Dae-Hyun decidono che la donna si licenzierà per badare alla bambina, sebbene non sia contenta di dover rinunciare a un lavoro che le piace e le sembra che il marito faccia molti meno sacrifici di lei per la loro famiglia.
Quando nasce Ji-Won, Ji-Young fa fatica a dormire e le dolgono le ossa, e la sua giornata si divide tra la figlia e la casa. Un giorno riceve una visita da una ex collega, che le racconta che, all'agenzia pubblicitaria, è stata scoperta una telecamera nel bagno delle donne. Le foto sono circolate all'interno dell'ufficio, ma, mentre le donne fotografate stanno andando dallo psicologo o si sono licenziate, i colleghi uomini le accusano di essere troppo crudeli con loro, non essendo colpevoli di aver installato le telecamere ma solo di aver visto le foto su un sito pubblico; anche la dirigenza le spinge a non denunciare perché vorrebbe chiudere la faccenda senza colpire la reputazione dell'azienda. L'ex collega le regala anche un rossetto, e Ji-Young è contenta di questo gesto che indica come sia una donna e non solo una madre.
Nel momento in cui Ji-Won inizia l'asilo, Ji-Young trova del tempo per se stessa e inizia a cercare un lavoretto part-time compatibile con gli orari della bambina, anche se con scarso successo. Durante un breve giro al parco dopo aver ritirato Ji-Won dall'asilo, la donna si concede un caffè poco distante da un gruppo di suoi coetanei lavoratori, che, vedendola, la definiscono un parassita perché spende i soldi del marito e si limita a sfornare figli. Ji-Young rimane profondamente turbata dall'accusa, ma neanche le rassicurazioni di Dae-Hyun riescono a calmarla. È così che inizia a impersonare individui diversi.
Finito di raccogliere le testimonianze di Kim Ji-Young e del marito, lo psichiatra le prescrive degli antidepressivi e dei tranquillanti. Il medico dichiara di comprendere le difficoltà che hanno vissuto sia sua moglie, sia Ji-Young, e cosa significhi essere moglie e madre in Corea del Sud al giorno d'oggi. Quella sera la consulente della clinica lo saluta prima di andare in maternità: l'uomo è contento che sia riuscita a restare incinta dopo tanti tentativi e si dispiace di perdere una collega molto in gamba, ma trova che la maternità abbia procurato dei problemi allo studio e decide che la prima cosa di cui si accerterà è che la sostituta sia single.

## Opere derivate
Nell'ottobre 2019 è uscito un adattamento cinematografico con il titolo internazionale di Kim Ji-Young: Born 1982. Ad interpretare Kim Ji-Young e il marito sono Jung Yu-mi e Gong Yoo.

## Accoglienza
Kim Ji-Young, nata nel 1982 è stato tradotto in almeno 18 lingue ed è diventato un best seller in particolare in Giappone, Cina e Taiwan. In italiano è stato pubblicato nel 2021 da La Tartaruga.
Il libro è diventato in pochi mesi un bestseller internazionale e nel 2018 è entrato a far parte della campagna femminista in Corea del Sud, nonché dei movimenti "Escape the Corset" e #MeToo. È stato anche una delle fonti di ispirazione del movimento femminista radicale 4B, i cui membri sono contrari ai rapporti sessuali, al matrimonio e all'avere figli.
A novembre 2018, a due anni dalla pubblicazione, aveva venduto oltre un milione di copie in Corea del Sud, diventando il primo romanzo coreano a superare tale cifra in patria dopo Prenditi cura di lei di Shin Kyung-sook nel 2009.

### Polemiche
Sia il libro che il film hanno suscitato un certo scalpore e diversi pareri negativi in particolare nella comunità coreana, al punto che anche solo dichiarare di aver letto o visto il film poteva suscitare discussioni e accuse.
Alcune celebrità hanno ricevuto commenti d'odio dai fan solo per aver mostrato interesse per il film e il libro: in diversi hanno informato l'attrice Jung Yu-mi, che nel film ha recitato la parte della protagonista, che avrebbero boicottato i suoi lavori. La cantante Irene delle Red Velvet è stata insultata da fan che hanno bruciato e strappato le sue fotografie dopo che aveva detto di aver letto il libro, e la cantante Suzy ha ricevuto commenti d'odio per aver messo "mi piace" ad un post che parlava dell'uscita del film.
Politici e personaggi dello spettacolo uomini che hanno espresso il loro apprezzamento al libro o al film, come il rapper RM dei BTS, il comico e conduttore televisivo Yoo Jae-suk o il politico Roh Hoe-chan, non sono stati attaccati altrettanto duramente. Secondo la critica Hwang Jin-mi ciò può dipendere dal fatto che agli occhi di alcune persone una celebrità femminile che legge il libro di Cho Nam-joo sta affermando di essere vittima di disuguaglianza di genere.